# Diecezja Puerto Cabello
Diecezja Puerto Cabello (łac. Dioecesis Portus Cabellensis) – diecezja Kościoła rzymskokatolickiego w Wenezueli. Należy do metropolii Valencia en Venezuela. Została erygowana 5 lipca 1994 roku przez papieża Jana Pawła II  mocą konstytucji apostolskiej Sollicitus de spirituali.

## Ordynariusze
- Ramón Antonio Linares Sandoval (1994 - 2002)
- Ramón José Viloria Pinzón SOD (2003 - 2010)
- Saúl Figueroa Albornoz (2011 - 2024)
- José Antonio Da Conceição Ferreira (od 2024)